# فیلیپ رابرتس
فیلیپ رابرتس (انگلیسی: Philip Roberts؛ زادهٔ ۷ آوریل ۱۹۹۴) بازیکن فوتبال اهل بریتانیا است.
از باشگاه‌هایی که در آن بازی کرده‌است می‌توان به باشگاه فوتبال آرسنال، باشگاه فوتبال فالکیرک، باشگاه فوتبال داندی، و باشگاه فوتبال اسلایگو راورز اشاره کرد.
وی همچنین در تیم‌های ملی فوتبال زیر ۱۷ و ۱۹ سال جمهوری ایرلند بازی کرده‌است.